# Jumelages entre communes yvelinoises et étrangères

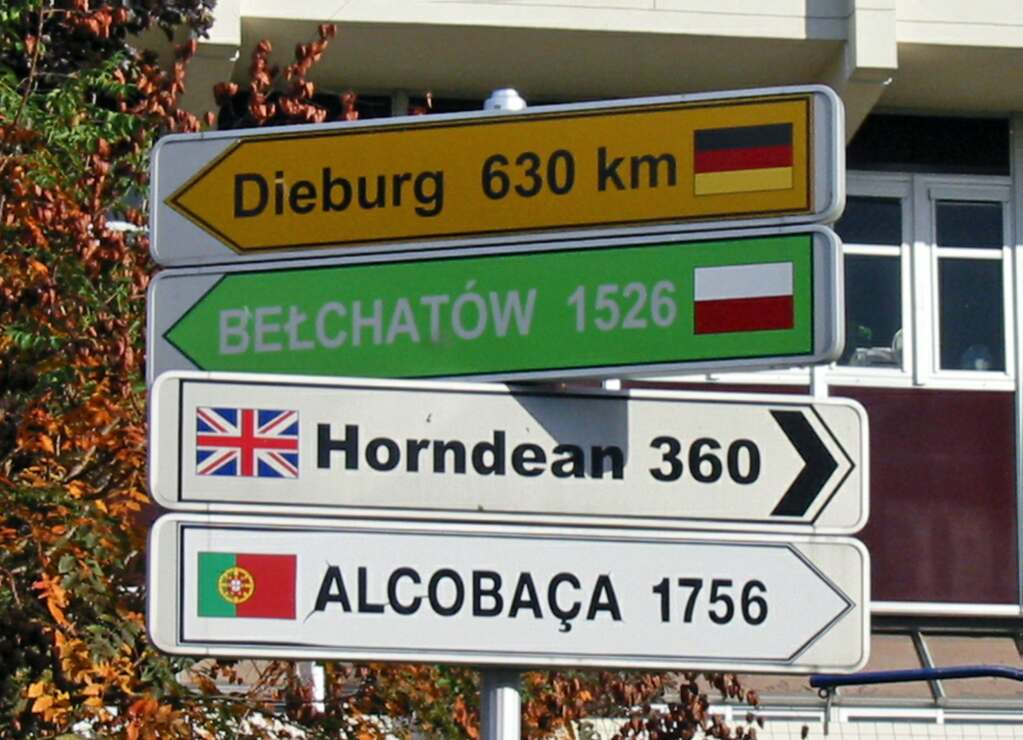
Villes jumelées avec Aubergenville.

En 2009, on compte 152 jumelages entre des communes yvelinoises et des communes étrangères.
Ces accords impliquent 77 communes yvelinoises et 147 communes étrangères.
Les communes étrangères appartiennent à 21 pays différents, principalement d'Europe (entre parenthèses, nombres de jumelages) : Allemagne (64), Royaume-Uni (36), Italie : 8), Espagne, Portugal (7), Pologne (5), États-Unis (4), Autriche, Belgique (3), Grèce, Mali, Roumanie (2), Canada, Irlande, Israël, Maroc, Niger, Pays-Bas, République tchèque, Sénégal, Suisse (1).
Deux communes allemandes, sont jumelées respectivement avec 4 et 3 communes yvelinoises, Rösrath avec Chavenay, Crespières, Feucherolles et Saint-Nom-la-Bretèche et Fronhausen avec Clairefontaine-en-Yvelines, La Celle-les-Bordes et Sonchamp, tandis que deux communes britanniques sont jumelées avec deux communes yvelinoises, Newmarket avec Maisons-Laffitte et Le Mesnil-le-Roi et Carnoustie avec Maule et Aulnay-sur-Mauldre.

## Liste des jumelages
| Commune yvelinoise         | Pays                                                            | Commune étrangère         | Région                              | Année |
| -------------------------- | --------------------------------------------------------------- | ------------------------- | ----------------------------------- | ----- |
| Ablis                      | Allemagne                                                       | Wendelsheim               | Bade-Wurtemberg                     | 1979  |
| Achères                    | Allemagne                                                       | Großkrotzenburg           | Hesse                               | 1972  |
| Andrésy                    | Allemagne                                                       | Haren                     | Basse-Saxe                          | 1988  |
| Aubergenville              | Allemagne                                                       | Dieburg                   | Hesse                               | 1975  |
| Bois-d'Arcy                | Allemagne                                                       | Mücheln                   | Saxe-Anhalt                         | 1997  |
| Carrières-sur-Seine        | Allemagne                                                       | Grünstadt                 | Rhénanie-Palatinat                  | 1974  |
| Cernay-la-Ville            | Allemagne                                                       | Odenthal                  | Rhénanie-du-Nord-Westphalie         | 1996  |
| Chambourcy                 | Allemagne                                                       | Elbingerode               | Bade-Wurtemberg                     | 1998  |
| Chavenay                   | Allemagne                                                       | Rösrath                   | Rhénanie-du-Nord-Westphalie         | 1998  |
| Clairefontaine-en-Yvelines | Allemagne                                                       | Fronhausen                | Hesse                               | 1962  |
| Conflans-Sainte-Honorine   | Allemagne                                                       | Hanau-Grossauheim         | Hesse                               | 1965  |
| Crespières                 | Allemagne                                                       | Rösrath                   | Rhénanie-du-Nord-Westphalie         | 1998  |
| Croissy-sur-Seine          | Allemagne                                                       | Altenglan                 | Rhénanie-Palatinat                  | 1990  |
| Élancourt                  | Allemagne                                                       | Gräfenhainichen           | Saxe-Anhalt                         | 2003  |
| Élancourt                  | Allemagne                                                       | Laubach                   | Hesse                               | 1975  |
| Épône                      | Serbie                                                          | Prokuplje                 | Toplica                             | 2014  |
| Feucherolles               | Allemagne                                                       | Rösrath                   | Rhénanie-du-Nord-Westphalie         | 1998  |
| Fontenay-le-Fleury         | Allemagne                                                       | Daaden                    | Rhénanie-Palatinat                  | 1962  |
| Fourqueux                  | Allemagne                                                       | Schwelm                   | Rhénanie-du-Nord-Westphalie         | 2007  |
| Garancières                | Allemagne                                                       | Scheden                   | Basse-Saxe                          | 2007  |
| Guyancourt                 | Allemagne                                                       | Pegnitz                   | Bavière                             | 1989  |
| Houdan                     | Allemagne                                                       | Gross Schneen             | Basse-Saxe                          | 1975  |
| Houilles                   | Allemagne                                                       | Friedrichsdorf            | Hesse                               | 1973  |
| Jouy-en-Josas              | Allemagne                                                       | Meckesheim                | Bade-Wurtemberg                     | 1971  |
| La Celle-les-Bordes        | Allemagne                                                       | Fronhausen                | Hesse                               | 1962  |
| La Celle-Saint-Cloud       | Allemagne                                                       | Beckum                    | Rhénanie-du-Nord-Westphalie         | 1983  |
| Le Chesnay                 | Allemagne                                                       | Heppenheim                | Hesse                               | 1975  |
| Le Mesnil-Saint-Denis      | Allemagne                                                       | Hankensbüttel             | Basse-Saxe                          | 1964  |
| Le Pecq                    | Allemagne                                                       | Hennef                    | Rhénanie-du-Nord-Westphalie         | 1997  |
| Le Perray-en-Yvelines      | Allemagne                                                       | Bellheim                  | Rhénanie-Palatinat                  | 1994  |
| Le Vésinet                 | Allemagne                                                       | Unterhaching              | Bavière                             | 1978  |
| Les Clayes-sous-Bois       | Allemagne                                                       | Röthenbach an der Pegnitz | Bavière                             | 1964  |
| Les Essarts-le-Roi         | Allemagne                                                       | Salem                     | Bade-Wurtemberg                     | 1994  |
| Les Mureaux                | Allemagne \|\| Idar-Oberstein \|\| Rhénanie-Palatinat \|\| 1971 |                           |                                     |       |
| Louveciennes               | Allemagne                                                       | Meersburg                 | Bade-Wurtemberg                     | 1991  |
| Maisons-Laffitte           | Allemagne                                                       | Remagen                   | Rhénanie-Palatinat                  | 1981  |
| Mantes-la-Jolie            | Allemagne                                                       | Schleswig                 | Schleswig-Holstein                  | 1958  |
| Mantes-la-Ville            | Allemagne                                                       | Neunkirchen               | Sarre                               | 1970  |
| Marly-le-Roi               | Allemagne                                                       | Leichlingen               | Rhénanie-du-Nord-Westphalie         | 1964  |
| Maurepas                   | Allemagne                                                       | Henstedt-Ulzburg          | Schleswig-Holstein                  | 1986  |
| Maurepas                   | Allemagne                                                       | Usedom                    | Mecklembourg-Poméranie-Occidentale  | 1994  |
| Meulan                     | Allemagne                                                       | Taufkirchen               | Bavière                             | 1978  |
| Montesson                  | Allemagne                                                       | Baesweiler                | Rhénanie-du-Nord-Westphalie         | 1990  |
| Montfort-l'Amaury          | Allemagne                                                       | Nickenich                 | Rhénanie-Palatinat                  | 1975  |
| Montigny-le-Bretonneux     | Allemagne                                                       | Kierspe                   | Rhénanie-du-Nord-Westphalie         | 1988  |
| Orgerus                    | Allemagne                                                       | Unterdießen               | Bavière                             | 2000  |
| Plaisir                    | Allemagne                                                       | Geesthacht                | Schleswig-Holstein                  | 1975  |
| Poissy                     | Allemagne                                                       | Pirmasens                 | Rhénanie-Palatinat                  | 1965  |
| Prunay-en-Yvelines         | Allemagne                                                       | Kreuth                    | Bavière                             | 2005  |
| Rambouillet                | Allemagne                                                       | Kirchheim unter Teck      | Bade-Wurtemberg                     | 1966  |
| Rocquencourt               | Allemagne                                                       | Schönnaich                | Bade-Wurtemberg                     | 2000  |
| Rosny-sur-Seine            | Allemagne                                                       | Lingenfeld                | Rhénanie-Palatinat                  | 1981  |
| Rosny-sur-Seine            | Allemagne                                                       | Lustadt                   | Rhénanie-Palatinat                  | 1981  |
| Sartrouville               | Allemagne                                                       | Waldkraiburg              | Bavière                             | 1998  |
| Sonchamp                   | Allemagne                                                       | Fronhausen                | Hesse                               | 1982  |
| Saint-Arnoult-en-Yvelines  | Allemagne                                                       | Freudenberg               | Rhénanie-du-Nord-Westphalie         | 1993  |
| Saint-Cyr-l'École          | Allemagne                                                       | Butzbach                  | Hesse                               | 2008  |
| Saint-Germain-en-Laye      | Allemagne                                                       | Aschaffenbourg            | Bavière                             | 1975  |
| Saint-Nom-la-Bretèche      | Allemagne                                                       | Rösrath                   | Rhénanie-du-Nord-Westphalie         | 1998  |
| Triel-sur-Seine            | Allemagne                                                       | Seligenstadt              | Hesse                               | 1968  |
| Vélizy-Villacoublay        | Allemagne                                                       | Dietzenbach               | Hesse                               | 1976  |
| Verneuil-sur-Seine         | Allemagne                                                       | Weiterstadt               | Hesse                               | 1986  |
| Vernouillet                | Allemagne                                                       | Hainburg                  | Hesse                               | 1982  |
| Versailles                 | Allemagne                                                       | Giessen                   | Hesse                               | 1959  |
| Versailles                 | Allemagne                                                       | Potsdam                   | Brandebourg                         |       |
| Viroflay                   | Allemagne                                                       | Hassloch                  | Rhénanie-Palatinat                  | 1961  |
| Voisins-le-Bretonneux      | Allemagne                                                       | Schenefeld                | Schleswig-Holstein                  | 2005  |
| Le Vésinet                 | Australie                                                       | Hunter's Hill             | Nouvelle-Galles du Sud              | 1988  |
| Plaisir                    | Autriche                                                        | Bad Aussee                | Styrie                              | 1981  |
| Vernouillet                | Autriche                                                        | Albendorf-Trumau          | Basse-Autriche                      | 1964  |
| Villepreux                 | Autriche                                                        | Fulpmes                   | Tyrol                               | 1966  |
| Bonnières-sur-Seine        | Belgique                                                        | Walcourt                  | Province de Namur                   | 1972  |
| Conflans-Sainte-Honorine   | Belgique                                                        | Chimay                    | Province de Hainaut                 | 1975  |
| Rambouillet                | Belgique                                                        | Waterlooville             | Province du Brabant wallon          | 1986  |
| Le Vésinet                 | Canada                                                          | Outremont                 | Montréal (Québec)                   | 1997  |
| Fontenay-le-Fleury         | Espagne                                                         | Crevillent                | Alicante (Communauté valencienne)   | 2005  |
| Jouars-Pontchartrain       | Espagne                                                         | Cella                     | Teruel (Aragon)                     | 2004  |
| Le Pecq                    | Espagne                                                         | Aranjuez                  | Madrid (Communauté de Madrid)       | 1978  |
| Montigny-le-Bretonneux     | Espagne                                                         | San Fernando              | Cadix (Andalousie)                  | 1997  |
| Noisy-le-Roi               | Espagne                                                         | Godella                   | Valence (Communauté valencienne)    | 2006  |
| Rambouillet                | Espagne                                                         | Zafra                     | Badajoz (Estrémadure)               | 2005  |
| Le Vésinet                 | Espagne                                                         | Villanueva de la Cañada   | Madrid (Communauté de Madrid)       | 2006  |
| Verneuil-sur-Seine         | Espagne                                                         | Aguilar de la Frontera    | Cordoue (Andalousie)                | 1999  |
| Le Vésinet                 | États-Unis                                                      | Oakwood                   | Comté de Montgomery (Ohio)          | 1994  |
| Le Vésinet                 | Royaume-Uni                                                     | Worcester                 | Worcestershire (Angleterre)         | 1994  |
| Noisy-le-Roi               | États-Unis                                                      | Albion                    | Michigan                            | 1998  |
| Saint-Germain-en-Laye      | États-Unis                                                      | Winchester                | Massachusetts                       | 1990  |
| Lommoye                    | Grèce                                                           | Iria                      | Cyclades                            | ?     |
| Sartrouville               | Grèce                                                           | Kallithéa                 | Attique                             | 1986  |
| Montigny-le-Bretonneux     | Irlande                                                         | Wicklow                   | Comté de Wicklow                    | 1993  |
| Maurepas                   | Israël                                                          | Tirat Carmel              | District d'Haïfa                    | 1995  |
| Chevreuse                  | Italie                                                          | Giaveno                   | Turin (Piémont)                     | 1998  |
| Élancourt                  | Italie                                                          | Cassina de Pecchi         | Milan (Lombardie)                   | 1998  |
| La Verrière                | Italie                                                          | Panicale                  | Pérouse (Ombrie)                    | 1989  |
| Les Mureaux                | Italie                                                          | Nonantola                 | Modène (Émilie-Romagne)             | 1992  |
| Poigny-la-Forêt            | Italie                                                          | Vito d'Asio               | Pordénone (Frioul-Vénétie Julienne) | 1988  |
| Saint-Léger-en-Yvelines    | Italie                                                          | Marliana                  | Pistoia (Toscane)                   | 2006  |
| Trappes                    | Italie                                                          | Castiglione del Lago      | Pérouse (Ombrie)                    | 1971  |
| Viroflay                   | Italie                                                          | Bracciano                 | Rome (Latium)                       | 1961  |
| Marly-le-Roi               | Mali                                                            | Kita                      | Région de Kayes                     | 1991  |
| Maurepas                   | Mali                                                            | Mopti                     | Région de Mopti                     | 1975  |
| Saint-Germain-en-Laye      | Maroc                                                           | Temara                    | Rabat-Salé-Zemmour-Zaër             | 1982  |
| Andrésy                    | Niger                                                           | Korgom                    | Région de Maradi                    | 2001  |
| Andrésy                    | Pays-Bas                                                        | Vlagtwedde                | Groningue                           | 2000  |
| Andrésy                    | Pologne                                                         | Międzyrzecz               | Lubusz                              | 2005  |
| Aubergenville              | Pologne                                                         | Bełchatów                 | Łódź                                | 1997  |
| Les Mureaux                | Pologne                                                         | Sosnowiec                 | Silésie                             | 1990  |
| Saint-Germain-en-Laye      | Pologne                                                         | Konstancin-Jeziorna       | Mazovie                             | 1992  |
| Voisins-le-Bretonneux      | Pologne                                                         | Łuków                     | Lubusz                              | 2003  |
| Aubergenville              | Portugal                                                        | Alcobaça                  | Leiria                              | 1997  |
| Houilles                   | Portugal                                                        | Celorico de Basto         | Braga                               | 2006  |
| Les Clayes-sous-Bois       | Portugal                                                        | Ponte de Barca            | Viana do Castelo                    | 2002  |
| Mantes-la-Jolie            | Portugal                                                        | Maia                      | Porto                               | 2000  |
| Marly-le-Roi               | Portugal                                                        | Viseu                     | Viseu                               | 1996  |
| Plaisir                    | Portugal                                                        | Baixa da Banheira         | Setubal                             | 1976  |
| Sartrouville               | Portugal                                                        | Paços de Ferreira         | Porto                               | 1996  |
| Trappes                    | République tchèque                                              | Kopřivnice                | Moravie-Silésie                     | 1968  |
| Louveciennes               | Roumanie                                                        | Vama                      | Suceava (Bucovine)                  | 2000  |
| Montigny-le-Bretonneux     | Roumanie                                                        | Lunca                     | Mures (Transylvanie)                | 1997  |
| Andrésy                    | Royaume-Uni                                                     | Oundle                    | Northamptonshire (Angleterre)       | 2001  |
| Aubergenville              | Royaume-Uni                                                     | Horndean                  | Hampshire (Angleterre)              | 1998  |
| Aulnay-sur-Mauldre         | Royaume-Uni                                                     | Carnoustie                | Angus (Écosse)                      | 1992  |
| Bennecourt                 | Royaume-Uni                                                     | Coldstream                | Scottish Borders (Écosse)           | 1990  |
| Chambourcy                 | Royaume-Uni                                                     | Lutterworth               | Leicestershire (Angleterre)         | 1999  |
| Conflans-Sainte-Honorine   | Royaume-Uni                                                     | Ramsgate                  | Kent (Angleterre)                   | 1980  |
| Croissy-sur-Seine          | Royaume-Uni                                                     | Danbury                   | Essex (Angleterre)                  | 1988  |
| Guyancourt                 | Royaume-Uni                                                     | Linlithgow                | West Lothian (Écosse)               | 1988  |
| Houdan                     | Royaume-Uni                                                     | Pangbourne                | Berkshire (Angleterre)              | 1983  |
| Houilles                   | Royaume-Uni                                                     | Chesham                   | Buckinghamshire (Angleterre)        | 1986  |
| Jouy-en-Josas              | Royaume-Uni                                                     | Bothwell                  | South Lanarkshire (Écosse)          | 1977  |
| Juziers                    | Royaume-Uni                                                     | East Hoathly with Halland | Sussex de l'Est (Angleterre)        | 1995  |
| Le Mesnil-le-Roi           | Royaume-Uni                                                     | Newmarket                 | Suffolk (Angleterre)                | 1954  |
| Le Pecq                    | Royaume-Uni                                                     | Barnes                    | Londres (Angleterre)                | 2004  |
| Les Mureaux                | Royaume-Uni                                                     | Margate                   | Kent (Angleterre)                   | 1978  |
| Louveciennes               | Royaume-Uni                                                     | Radlett and Aldenham      | Hertfordshire (Angleterre)          | 1983  |
| Maisons-Laffitte           | Royaume-Uni                                                     | Newmarket                 | Suffolk (Angleterre)                | 1954  |
| Mantes-la-Jolie            | Royaume-Uni                                                     | Hillingdon                | Londres (Angleterre)                | 1958  |
| Mantes-la-Ville            | Royaume-Uni                                                     | Roding Valley             | Essex (Angleterre)                  | 1993  |
| Marly-le-Roi               | Royaume-Uni                                                     | Marlow                    | Buckinghamshire (Angleterre)        | 1980  |
| Maule                      | Royaume-Uni                                                     | Carnoustie                | Angus (Écosse)                      | 1992  |
| Maurecourt                 | Royaume-Uni                                                     | Brundall                  | Norfolk (Angleterre)                | 1981  |
| Maurepas                   | Royaume-Uni                                                     | Waterlooville             | Hampshire (Angleterre)              | 1995  |
| Meulan                     | Royaume-Uni                                                     | Kilsyth                   | North Lanarkshire (Écosse)          | 1969  |
| Montesson                  | Royaume-Uni                                                     | Thame                     | Oxfordshire (Angleterre)            | 2001  |
| Montigny-le-Bretonneux     | Royaume-Uni                                                     | Denton                    | Grand Manchester (Angleterre)       | 1992  |
| Orgerus                    | Royaume-Uni                                                     | Washingborough            | Lincolnshire (Angleterre)           | 1990  |
| Plaisir                    | Royaume-Uni                                                     | Lowestoft                 | Suffolk (Angleterre)                | 1980  |
| Rambouillet                | Royaume-Uni                                                     | Great Yarmouth            | Norfolk (Angleterre)                | 1956  |
| Saint-Cyr-l'École          | Royaume-Uni                                                     | Bonnyrigg and Lasswade    | Midlothian (Écosse)                 | 1962  |
| Saint-Germain-en-Laye      | Royaume-Uni                                                     | Ayr                       | South Ayrshire (Écosse)             | 1984  |
| Saint-Léger-en-Yvelines    | Royaume-Uni                                                     | Turners Hill              | Sussex de l'Ouest (Angleterre)      | 1993  |
| Trappes                    | Royaume-Uni                                                     | Congleton                 | Cheshire (Angleterre)               | 1962  |
| Vélizy-Villacoublay        | Royaume-Uni                                                     | Harlow                    | Essex (Angleterre)                  | 1977  |
| Verneuil-sur-Seine         | Royaume-Uni                                                     | Rainford                  | Merseyside (Angleterre)             | 1979  |
| Vernouillet                | Royaume-Uni                                                     | Yarm                      | Stockton-on-Tees (Angleterre)       | 1985  |
| Voisins-le-Bretonneux      | Royaume-Uni                                                     | Irvine                    | North Ayrshire (Écosse)             | 2005  |
| Houdan                     | Sénégal                                                         | Baïla                     | région de Zinguichor (Casamance)    | 2002  |
| Orphin                     | Suisse                                                          | Charmey                   | Canton de Fribourg                  | 1999  |